# Floriane Hot
Pour les articles homonymes, voir Hot.
Floriane Hot, née le 27 avril 1991 à Toulouse, est une coureuse de fond et d'ultrafond française. Elle est double championne du monde du 100 kilomètres.

## Biographie
Née à Toulouse, Floriane Hot y grandit en pratiquant le football. Elle entreprend une formation de contrôleuse aérienne à l'École nationale de l'aviation civile puis déménage à Aix-en-Provence pour travailler à l'aérodrome d'Aix-Les Milles. Elle délaisse le football et se met à la course à pied où elle démontre de bons résultats,. Elle remporte entre autres, le semi-marathon de Salon-de-Provence en 2019.
En 2022, elle relève le défi lancé par son compagnon Nicolas Navarro de courir un 100 kilomètres. Après avoir suivi un entraînement spécifique au Kenya, elle se présente au départ des championnats de France de la spécialité à Belvès. Elle domine la course et s'impose en 7 h 42 min 24 s avec près de quarante minutes d'avance sur sa plus proche poursuivante Stéphanie Gicquel,. Le 27 août, elle prend part aux championnats du monde du 100 kilomètres à Bernau bei Berlin. Elle y connaît un départ compliqué mais finit par rattraper plusieurs de ses adversaires. Elle parvient à hausser le rythme en seconde partie de course et se retrouve en tête de course aux côtés de sa compatriote Camille Chaigneau qui menait seule. Elle finit par faire la différence et s'impose en 7 h 4 min 3 s pour remporter le titre mondial. Elle établit également un nouveau record d'Europe féminin sur la distance. Avec ses coéquipières Camille Chaigneau et Stéphanie Gicquel, elle remporte de plus la médaille d'argent au classement par équipes,.
Le 24 mars 2024, neuf mois après avoir donné naissance à son premier enfant, elle revient sur le devant de la scène en remportant le titre de championne de France de marathon à Sainte-Maxime au terme d'une course tactique. Le 7 décembre, elle s'élance comme une des favorites sans être la plus performante de l'année lors des championnats du monde du 100 kilomètres à Bengalore. Prenant un départ prudent, elle revient sur la tête de course à mi-parcours. Elle double d'abord sa compatriote Marie-Ange Brumelot puis la Britannique Sarah Webster pour s'emparer de la tête de course. Au kilomètre 75, elle se détache seule en tête pour s'offrir son deuxième titre mondial en 7 h 8 min 43 s. Elle remporte de plus l'or au classement par équipes,.

## Palmarès
| Année | Compétition                              | Lieu              | Place | Épreuve        | Performance     |
| ----- | ---------------------------------------- | ----------------- | ----- | -------------- | --------------- |
| 2022  | Championnats de France du 100 kilomètres | Belvès            | 1re   | 100 kilomètres | 7 h 42 min 24 s |
| 2022  | Championnats du monde du 100 kilomètres  | Bernau bei Berlin | 1re   | 100 kilomètres | 7 h 4 min 3 s   |
| 2024  | Championnats de France de marathon       | Sainte-Maxime     | 1re   | Marathon       | 2 h 46 min 2 s  |
| 2024  | Marathon de Toulouse Métropole           | Toulouse          | 1re   | Marathon       | 2 h 44 min 15 s |
| 2024  | Championnats du monde du 100 kilomètres  | Bengalore         | 1re   | 100 kilomètres | 7 h 8 min 43 s  |

## Records
| Épreuve        | Performance        | Date            | Lieu              |
| -------------- | ------------------ | --------------- | ----------------- |
| 3 000 mètres   | 10 min 48 s 23     | 19 mai 2019     | Aix-en-Provence   |
| 10 kilomètres  | 35 min 7 s         | 5 janvier 2025  | Nice              |
| 20 kilomètres  | 1 h 14 min 59 s    | 27 octobre 2024 | Marseille         |
| Semi-marathon  | 1 h 15 min 50 s    | 16 février 2025 | Barcelone         |
| Marathon       | 2 h 39 min 19 s    | 27 avril 2025   | Annecy            |
| 100 kilomètres | 7 h 4 min 3 s (NR) | 27 août 2022    | Bernau bei Berlin |